# Gruffudd ap Nicolas
Gruffudd ap Nicolas, auch Gruffydd ap Nicolas oder Nicholas genannt (* vor 1400; † nach 1456), war ein walisischer Adliger und Staatsmann. In der Mitte des 15. Jahrhunderts war er einer der mächtigsten Adligen in Südwales.
Über seine Jugend gibt es keine gesicherten Angaben, vermutlich war er ein nachgeborener Sohn von Nicolas ap Phylip ap Syr Elidir Ddu und dessen Frau Jennet, Tochter von Gruffydd ap Llewelyn Foethus. 1415 werden ihm erste Ämter in der Herrschaft Kidwelly übertragen. Um 1425 erwarb er Dinefwr Castle und das nahe gelegene Newton House, das sein Hauptwohnsitz wurde. 1433 wurde er Stellvertreter von John Scudamore, dem Steward des Duchy of Lancaster, der jedoch bald darauf seine Ämter verlor, so dass Gruffudd die Ämter als Vertreter ausübte. 1436 war er Sheriff von Carmarthenshire. Gruffudd wurde ein Protege von Humphrey, Duke of Gloucester, und schaffte es, einen ausgedehnten Grundbesitz in Carmarthenshire und Cardiganshire zu erwerben, so dass er um 1440 als einer der mächtigsten Landbesitzer im westlichen Wales galt. Dazu hatte er zahlreiche weitere Ämter inne wie das des stellvertretenden Chamberlain und ab 1443 das des stellvertretenden Justitiars von Südwales, die er stellvertretend für Edmund Beaufort oder William de la Pole innehatte. Da diese führenden englischen Adligen sich selten um ihre walisischen Ämter kümmerten, war Gruffudd der eigentliche königlicher Vertreter und Machthaber in Südwales. Über seine rücksichtslose Amtsausführung und über seinen Machtmissbrauch beschwerten sich zahlreiche Waliser beim König, und 1442/3 musste er sich vor dem Privy Council für sich und für die Amtsausführung seines Sohnes Owen verantworten. Wegen der schwachen Herrschaft Heinrichs VI. blieb dies jedoch ohne Folgen. Infolge des Sturzes des Duke of Gloucester 1447 wurde Gruffudd kurzfristig verhaftet, doch gelang es ihm rasch, nach seiner Freilassung seine alten Ämter wieder einzunehmen. Um 1451 richtete er in Carmarthen ein aufwändiges Eisteddfod aus, in der Barden seine angebliche Herkunft von Urien, einem mythischen frühmittelalterlichen König besangen, weshalb seine Nachfahren, die Familie Rhys, zeitweise auch den Beinamen FitzUrien führte.
Als Anhänger des Hauses Lancaster wurde er auf Betreiben von Richard von York 1454 festgenommen, kam jedoch rasch mit Hilfe seines Schwiegersohns John Scudamore wieder frei. Nach der Schlacht von St Albans 1455, in der Edmund Beaufort fiel, verlor er jedoch die meisten seiner Ämter. In der Folgezeit unterstützten er und seine Söhne Jasper Tudor im Kampf um die Herrschaft in Wales, doch als alternder Mann zog er sich angesichts der Tatkraft des jungen Jasper mehr und mehr zurück. Nach einigen Angaben fiel er 1461 in der Schlacht von Mortimer’s Cross, doch vermutlich starb er um 1456, da nach diesem Zeitpunkt nur noch seine Söhne Owen und Thomas erwähnt werden, oder spätesten 1460, als seinem Sohn Owen die Burg und Herrschaft Narberth übertragen wird.
Vermutlich war er dreimal verheiratet:
1. Mabel, Tochter von Meredith ap Henry Dwnn, eine Enkelin von Henry Dwnn
2. Joan Perrott, eine Tochter von Sir Thomas Perrot
3. Jane, Tochter von Jenkin ap Rhys ap Dafydd von Gilfach-wen.

Er hatte mindestens drei Söhne und drei Töchter:
1. John
2. Owen, Herr von Bryn y Beirdd, musste sich zusammen mit seinem Bruder Thomas 1462 nach der Belagerung von Carreg Cennen Castle ergeben
3. Thomas ap Gruffudd ap Nicolas, gefallen um 1474 in einem Gefecht mit William Herbert, 2. Earl of Pembroke bei Pennal in Nordwales.[4]
4. Lleucu ⚭ Huw Bassett
5. Mary ⚭ Philip Mansel of Oxwich Castle[5]
6. Maud ⚭ John Scudamore of Kentchurch

Sein Enkel Rhys ap Thomas stieg nach 1485 wieder zum mächtigsten Adligen in Südwales auf und wurde zum Begründer der Familie Rhys. Sein Urenkel Thomas ap John begründete die Familie Jones, die im 16. Jahrhundert zu den einflussreichsten Familien in Südwestwales gehörte.